# NGC 5959
NGC 5959 ist eine 14,3 mag helle Elliptische Galaxie vom Hubble-Typ E2 im Sternbild Waage auf der Ekliptik. Sie ist schätzungsweise 321 Millionen Lichtjahre von der Milchstraße entfernt und hat einen Durchmesser von etwa 190.000 Lj.
Das Objekt wurde am 26. Juni 1886 von Ormond Stone entdeckt.